# Église Saint-Laurent de Virton
 (juin 2021).
Si vous disposez d'ouvrages ou d'articles de référence ou si vous connaissez des sites web de qualité traitant du thème abordé ici, merci de compléter l'article en donnant les références utiles à sa vérifiabilité et en les liant à la section « Notes et références ».
L’église Saint-Laurent est un édifice religieux catholique de style néo-classique sis au cœur de la ville de Virton dans la province de Luxembourg, en Belgique. Remplaçant un édifice plus ancien l’église fut construite de 1826 à 1834. Elle est le lieu de culte principal de la communauté catholique de Virton.

## Description
Dessinée par le comte d’Holgard et mise en chantier en 1826 par le maitre d’œuvre Jacques-Modeste Guillemard, de Longwy, l’église fut ouverte au culte en 1834. 
L’architecture de l’église relève du style néo-classique en faveur durant la première moitié du XIXe siècle. Ce style assez froid s’inspire des grands temples gréco-romains. Le porche monumental qui fait toute la hauteur de la façade est créé par huit colonnes sur deux rangées avec chapiteaux ioniques. On y accède sur trois côtés par une dizaine de marches qui en accentuent la hauteur. Il est surmonté d’un tympan triangulaire dont la fresque est œuvre du sculpteur Lepry, de Stenay. Une modeste tour carrée avec horloge fait office de clocher. 
A l’intérieur l’espace est divisée trois nefs qui se terminent en un sanctuaire rectangulaire avec chevet plat.

## Patrimoine
- Un tableau de Gaspar de Crayer illustrant l’apparition de la Vierge à saint Bernard (début du XVIIe siècle).
- La chaire de vérité, avec impressionnant abat-voix, provient de l’ancien couvent des Récollets (aujourd’hui ‘Musée gaumais’). Œuvre du sculpteur Martin Jacques elle date de 1745. Les panneaux de la cuve sont ornés des représentations des quatre évangélistes et du semeur.
- Quatre vitraux de Louis-Marie Londot datent des années 1950.
- Un carillon de 11 cloches fut installé en 2014.